# آی‌پی‌جی فوتونیکس
آی‌پی‌جی فوتونیکس (انگلیسی: IPG Photonics) شرکت الکترونیک آمریکایی است، که در سال ۱۹۹۰ تأسیس شد.